# Sybra longicornis
Sybra longicornis là một loài bọ cánh cứng trong họ Cerambycidae.